# Inbördeskriget i El Salvador
Inbördeskriget i El Salvador var en väpnad konflikt i El Salvador åren 1979-1992 mellan militärstyret i El Salvador och FMLN, en koalition av paraplyorganisationer med fem vänstergerillagrupper. 
Konflikten handlade i grunden om ekonomisk ojämlikhet och en orättvis markfördelning - 77 procent av landets mark ägdes av 0,1 procent av befolkningen. Militärkuppen den 15 oktober 1979 ses som början på inbördeskriget, men spänningar och våldsamheter hade förekommit redan under 1970-talet, innan fullt krig utbröt. 
Inbördeskriget i El Salvador var det näst största inbördeskriget i Latinamerika, efter Inbördeskriget i Guatemala.
USA bidrog till konflikten dels genom att ge militär hjälp på 1–2 miljoner dollar per dag till El Salvadors regering under Jimmy Carter och Ronald Reagan, och dels genom att utbilda lokala dödspatruller. I maj 1983 började amerikanska officerare ta över höga positioner i de El Salvadors militär. Dessa tog kritiska beslut och styrde kriget
En stor mängd människor försvann och över 75 000 personer dödades.
Kriget slutade med att regeringen och vänstergerillan skrev på ett avtal om militära och politiska reformer.

### Fotnoter
1. ↑  http://www.aljazeera.com/indepth/opinion/2012/02/2012228123122975116.html
2. ↑  ””Amerikansk militärrådgivare på plats vid massaker i El Salvador””. DN.SE. 1 maj 2021. https://www.dn.se/varlden/amerikansk-militarradgivare-pa-plats-vid-massaker-i-el-salvador/. Läst 1 maj 2021.
3. ↑  Francesca Davis DiPiazza. El Salvador in Pictures. sid. 32
4. ↑   Arkiverad 24 december 2018 hämtat från the Wayback Machine. CIA World Factbook. läst online 21 februari 2008.
5. ↑  ”Supply Line for a Junta” (på amerikansk engelska). Time. 16 mars 1981. ISSN 0040-781X. http://content.time.com/time/subscriber/article/0,33009,922440,00.html. Läst 1 maj 2021.
6. ↑  ”HOW U.S. ADVISERS RUN THE WAR IN EL SALVADOR”. The Philadelphia Inquirer & Daily News Text Archive. Arkiverad från originalet den 14 april 2022. https://web.archive.org/web/20220414055429/http://nl.newsbank.com/nl-search/we/Archives?p_multi=PI%7C&p_product=PHNP&p_theme=phnp&p_action=search&p_maxdocs=200&s_dispstring=Title(HOW+U.S.+ADVISERS+RUN+THE+WAR+IN+EL+SALVADOR)+AND+date(all)&p_field_advanced-0=title&p_text_advanced-0=(%22HOW+U.S.+ADVISERS+RUN+THE+WAR+IN+EL+SALVADOR%22)&xcal_numdocs=20&p_perpage=10&p_sort=YMD_date:D&xcal_useweights=no. Läst 1 maj 2021.
7. ↑  ”Arkiverade kopian”. Arkiverad från originalet den 21 mars 2012. https://web.archive.org/web/20120321164513/http://www.uscrirefugees.org/2010Website/5_Resources/5_3_For_Service_Providers/5_3_9_Gangs/USAID.pdf. Läst 15 mars 2012. USAID Central America and Mexico Gang Assessment, 2006, p. 50. läst online 29 juli 2011.